# Mesembriomys gouldii
Mesembriomys gouldii és una espècie de mamífer rosegador de la família dels múrids. És endèmic del nord d'Austràlia, on viu a altituds de fins a 700 msnm. Es tracta d'un animal nocturn. El seu hàbitat natural són els boscos oberts de plana. Està amenaçat per la depredació per gats ferals, els incendis forestals i l'expansió dels camps de conreu. Aquest tàxon fou anomenat en honor de l'ornitòleg i artista anglès John Gould.